# Szderóti csata
A szderóti csata (héberül: קרב שדרות ; arabul: معركة سديروت) 2023. október 7-én kezdődött, amikor a Hamász nagyszabású meglepetésszerű terrortámadás-sorozatot intézett Dél-Izrael ellen. Szderót, amely az Izraeli-Gázai  határhoz nagyon közel van, már így is gyakran volt rakétatámadások és betörések célpontja az Izraeli-Palesztin konfliktus során. A Hamász fegyveresei legalább 50 civilt és 20 rendőrt mészároltak le.

## Terroristák beszivárgása
2023. október 7-én a Hamász fegyveresei a Gázai övezetből behatoltak a városba, és tűzharcba keveredtek a helyi rendőri erőkkel, miközben civileket is nagy számban támadtak meg. A civileket főleg az utcán és az otthonaikban gyilkolták meg.
A támadók legyőzték és elfoglalták a rendőrség épületét és körülbelül 30 embert (civiliket és rendőröket egyaránt) megöltek. Az katonai erősítés megérkezését követően az IDF csapatai körülvették a rendőrőrsöt, és visszaszerezték az irányítást felette, megölve legalább 10 Hamász-fegyverest. Végül fegyverekkel és buldózerekkel rombolták le az épületet annak érdekében, hogy a még bennmaradt terroristákat likvidálni tudják.
Október 8-án késő este Szderót önkormányzata nyilvánosságra hozta az Izraeli Védelmi Erők (IDF), az Izraeli Rendőrség és a támadásban elesett tűzoltók nevét. A Hamász fegyveresei által meggyilkoltak között volt például Kiryat Gat tűzoltóállomásának parancsnoka.

## Nyugdíjasok lemészárlása
Október 7-én reggel egy turistákkal teli kisbusz indult a Holt-tenger felé, hogy egy csoport nyugdíjast, köztük holokauszttúlélőket vigyenek kirándulni. A kisbusz Ofakimból, Netivotból, majd Szderotból vett fel nyugdíjasokat. A busz defektet kapott, és Szderot város bejáratánál megállt, hogy kereket cseréljenek. Ekkor szólaltak meg a szirénák. Az utasok kiszálltak a buszból, és egy menedékház felé vették az irányt, de az óvóhely automata ajtaja nem nyílt ki. Két, Hamász-terroristákkal megrakott kisteherautó, amelyek Szderotba érkeztek, felismerték a csoportot, és közelről az összes nyugdíjast lelőtték, végül még egy-egy lövést beleeresztettek minden áldozatba, hogy a biztosak legyenek abban, hogy mindenkit megöltek.
A sofőrnek egy másik nővel együtt sikerült elmenekülnie, és egy korlát mögé bújtak. A terroristák felismerték és lelőtték őket is. A nő a lövöldözés következtében életét vesztette, az alatta fekvő sofőr pedig halottnak tettette magát, és így megmenekült. A busz mind a 15 utasát  meggyilkolta a Hamász.

## Swissa család elleni támadás
A támadás során egy izraeli család veszélyes helyzetbe került, amikor egy kereskedelmi komplexum közelében fegyveresekbe futottak bele. Dolev Swissát, az apát meglőtték és halálosan megsebesítették, miközben megpróbált elmenekülni családjával. A káosz közepette Odia Swissa, a felesége igyekezett biztonságba helyezni a lányait. Amer Abu Sabila, egy 25 éves izraeli arab építőmunkás Abu Talulból, ami egy beduin település a Negevben, észrevette a szituációt, átvette a vezetést Odiától, és megpróbálta elmozdítani az autót a támadás helyszínéről. A szderóti rendőrőrs közelében a terroristák tüzet nyitottak a járműre, megölve Abu Sabilát és Odia Swissa-t, valamint a segíteni próbáló rendőröket. A három és a hat éves lány fizikailag sértetlenek maradtak. Amer Abu Sabila hősies tettének története széles körben ismertté vált Izraelben, vitákat kavarva az arabok és a zsidók izraeli együttéléséről és együttműködéséről.

## A Szderót feletti irányítás visszaszerzése
Október 8-ára az izraeli erők visszavették az irányítást Szderót felett.  Az izraeli hadsereg azonban folytatta a harcot a Hamász fegyvereseinek kisebb visszamaradt fegyveresei ellen Dél-Izraelben, beleértve Magent is, ezért alkalmanként további lövöldözés hallatszott Szderótban és a környékbeli településeken, ahol az izraeli erők a járőröztek, hogy megbízonyosodjanak arról hogy nem maradt több beszivárgott Hamászos terrorista. A hatóságok elrendelték, hogy Szderót és a szomszédos Mefalsim kibuc lakosai maradjanak otthon a beszivárgás után.

## Rakétatámadások
A Gázából Izrael felé indított kezdeti terrorista rakétatámadások, október 7-e hajnali óráiban több olyan távoli izraeli várost is elértek mint Tel-Aviv, de Szderótot nem találták el. Másnap azonban a Hamász Al-Kasszam Brigádjai újabb támadásokat indítottak, azt állítva, hogy 100 rakétát lőttek ki Szderótra. A rakéták beindították a rakétariasztó rendszert Szderótban és a gázai határ közelében található más izraeli településeken. Magen David Adom arról számolt be, hogy október 8-án egy izraeli civil Szderotban súlyosan megsebesült egy rakétatámadás következtében.

## Lásd még
- Kfar Aza-i mészárlás
- 2023-as Izrael-Hamász háború
- Palesztin Terrorizmus
- Be'eri Mészárlás
- Kfar Aza-i mészárlás
- Zikimi csata

## Fordítás
Ez a szócikk részben vagy egészben  a   Battle of Sderot című angol Wikipédia-szócikk ezen változatának fordításán alapul.  Az eredeti cikk szerkesztőit annak laptörténete sorolja fel. Ez a jelzés csupán a megfogalmazás eredetét és a szerzői jogokat jelzi, nem szolgál a cikkben szereplő információk forrásmegjelöléseként.